# Cryptolechia semibrunnea
Cryptolechia semibrunnea is een vlinder uit de familie van de sikkelmotten (Oecophoridae). De wetenschappelijke naam van de soort is voor het eerst geldig gepubliceerd in 1905 door Paul Dognin.
Het exemplaar waarover Dognin beschikte was afkomstig uit Loja in Ecuador.